# Баштанків
Башта́нків (первісна назва — Безшта́нкове) — село Кодимської міської громади у Подільському районі Одеської області, Україна.
На захід від села розташовані ботанічні пам'ятки природи: Перша діброва червоного дуба і Друга діброва червоного дуба.

## Історія
7 (20) листопада 1917 року, відповідно до Третього Універсалу Української Центральної Ради, увійшло до складу Української Народної Республіки.
Під час Голодомору 1932—1933 років померло щонайменше 11 жителів села.
До 2020 року орган місцевого самоврядування — Баштанківська сільська рада.
12 червня 2020 року, відповідно до Розпорядження Кабінету Міністрів України від № 724-р «Про визначення адміністративних центрів та затвердження територій територіальних громад Одеської області», увійшло до складу Кодимської міської територіальної громади.
19 липня 2020 року, в результаті адміністративно-територіальної реформи і ліквідації Кодимського району, село увійшло до складу новоутвореного Подільського району.

## Населення
Згідно з переписом УРСР 1989 року чисельність наявного населення села становила 1700 осіб, з яких 706 чоловіків та 994 жінки.
За переписом населення України 2001 року в селі мешкала 1401 особа.

### Мова
Розподіл населення за рідною мовою за даними перепису 2001 року:
| Мова       | Кількість | Відсоток |
| ---------- | --------- | -------- |
| українська | 1407      | 98.74%   |
| російська  | 12        | 0.84%    |
| румунська  | 5         | 0.35%    |
| болгарська | 1         | 0.07%    |
| Усього     | 1425      | 100%     |

## Люди
В селі народився Когут Іван Михайлович (нар. 1947) — художник декоративно-ужиткового мистецтва, дизайнер.